# ワイルドアームズ セカンドイグニッション
『WILD ARMS 2nd IGNITION』（ワイルドアームズ セカンドイグニッション）は、メディア・ビジョンが開発しソニー・コンピュータエンタテインメントが1999年9月2日に発売したPlayStation用ロールプレイングゲーム。

## 概要
キャッチフレーズは『この「RPG」は「感動」から生まれた。「ワイルドアームズ」新章、始動。』。また、2007年11月28日よりゲームアーカイブスにてダウンロード販売が開始されている。
ワイルドアームズシリーズ2作目。前作同様「ファルガイア」が舞台。
アニメーション制作はプロダクション・アイジーが担当した。監督岡村天斎、アニメーションプロデューサー寺川英和。
麻生かほ里が初めてヴォーカル曲に登場した。彼女はこれ以降『WA4』まで主題歌を歌うことになる。
今作のテーマは「英雄」。
とある事件が元で黒騎士・ナイトブレイザーに変身できるようになってしまった主人公・アシュレーが、仲間とともに世界を統一せんとするテロ集団「オデッサ」の野望を阻止するため、そして世界の滅亡を防ぐために戦う物語。
物語には様々な英雄像が描かれている。「人々を救済する英雄たらんとする者」「かつて英雄と呼ばれ、その責務を果さんとする者」「近親に英雄がおり、それへの尊敬の念とコンプレックスに悩む者」「英雄に祭り上げられ、その宿命を負わされる者」「英雄の末裔に生まれ、血統の束縛に苦しむ者」など、登場人物は「英雄」というモノに多かれ少なかれ思いを託し、あるいはその在り方に思い悩みながら、旅路の中でそれぞれの「答え」を追い求めていく。

## ストーリー
主人公アシュレーは、メリアプール王国の新人銃士隊隊員。誘拐事件を解決したことにより「ARMS」に抜擢されるが、結成式典にてオデッサの降魔儀式の実験に巻き込まれ同僚たちと共に怪物へと変貌してしまう。そして変異した同僚たちと殺し合い、安置されていたガーディアンブレード「アガートラーム」を引き抜いたことで、内心的宇宙（精神世界）にアガートラームと魔神ロードブレイザーの力を宿すこととなった。
その結果、怪物から元に戻ったアシュレーだが、同僚たちは全滅。生き残ったアシュレーは貴族ヴァレリア家の当主アーヴィングに引き取られ、新生「ARMS」の一員となった。ブラッド、リルカと仲間たちが加わる中、テロ組織「オデッサ」による宣戦布告が行われた。この世界を牛耳り我がもんにせんとする組織と、世界をまたに駆ける戦いが始まった。
戦いの中でアシュレーに眠る魔神の力の一端が発露し、焔の騎士「ナイトブレイザー」へと変身が可能となる。「世界の脅威」と戦う「ARMS」たち。それはやがて国家間の協調へと繋がっていった。同時にティム、カノンと新たな仲間を加え、絆を深め合うARMS。しかしオデッサの切り札「ヘイムダル・ガッツォー」が完成・起動してしまう。ステルス能力を持った浮遊要塞だったが、ブラッドの活躍により損傷を受け撤退。追撃のため動くアシュレーたちだったが、ステルスによって姿を晦ましてしまう。解除するためにはエネルギーを送っている「魔界柱」の機能を停止させる必要があった。
4本の巨大な柱、そこで待ち受けるオデッサ幹部「コキュートス」の4人。彼らを打ち倒し、ヘイムダル・ガッツォーに乗り込んだARMSたちは首魁ヴィンスフェルトを撃破。しかし、死に際に彼は強力な核兵器ドラゴン「グラウスヴァイン」を起動させていた。墜落する要塞と共にヴィンスフェルトの野望は潰えたが、このままではファルガイアはグラウスヴァインによって消し去られてしまう。その最中、アシュレーの幼馴染マリナがオデッサ幹部カイーナによって誘拐されてしまった。
アシュレーの精神バランスが崩れたことで魔神の力が上昇し、凶悪な変化を遂げた騎士「オーバーナイトブレイザー」に変身。絶対的な力でカイーナを葬り去るが、アシュレーは仲間たちから危険視されてしまう。そしてグラウスヴァインの迎撃作戦にて、ついに魔神の復活が間近となってしまった。アシュレーを殺すことで魔神ごと倒そうするカノンだが、手を出すことができない。それは知らず知らずのうちに彼らを「仲間」と思っているからだった。マリナの身を挺した説得により、済んでのところで魔神は抑え込まれ、グラウスヴァインもオーバーナイトブレイザーにより撃破された。
その後、新たな脅威である「異世界カイバーベルト」がファルガイアに進行。「世界」という概念を前にどうすることもできず侵食されていくファルガイア。アーヴィングは三カ国の総力を結集した作戦を提案。異次元の牢獄「トラペゾヘドロン」にカイバーベルトを幽閉する作戦を決行する。しかしカイバーベルトは一部分を切り離すことで逃亡。作戦は失敗に終わった。
その後、モンスターの異常発生の調査の末、訪れたヘイムダル・ガッツォーの残骸に残っていた端末から思わぬ事実が明らかとなった。オデッサを影で支援していたのは他ならぬアーヴィングだった。資金のほかにも降魔儀式などの技術を提供していたのも彼だった。事実を問う前にアーヴィングは妹アルテイシアと共に姿を消していた。そしてARMSたちに最期の任務として「ファルガイア中心核域へ向かえ」と言い渡される。
背塔螺旋を通じてファルガイアそのものである「泥」のガーディアン「グラブ・ル・ガブル」の体内へ足を踏み入れたアシュレーたち。その奥にはカイバーベルトを降魔儀式によって自らのうちに封じたアーヴィングとアルテイシアが待っていた。アーヴィングは言う。異世界の脅威は誰よりも早く察知しており、その対策の一環としてオデッサという「わかりやすい脅威」を創り上げたこと。アガートラームを引き抜けず下半身不随となり、世界を救う力をもてなかったこと。それゆえに自ら清濁織り交ぜた立場に立たなければならなかったこと。概念存在であるカイバーベルトを倒すには「肉体」を与えることで存在としての方向性を変えるしかなく、自らを犠牲にすることで「英雄」「滅びの聖女」となろうとしていた。そして、彼らの意志を継いだアシュレーたちの手によって異世界カイバーベルトは倒された。
苦い勝利を得てグラブ・ル・ガブルから立ち去ろうするARMS。しかしついに魔神ロードブレイザーが復活してしまい、アシュレーは己の内心的宇宙に取り込まれてしまう。世界中に蠢く負の感情が魔神を復活させてしまった。対抗するべくアシュレーは目の前にあるアガートラームを引き抜こうとする。それをあざ笑うロードブレイザー。今の時代に英雄は存在せず、アシュレーでもその剣を引き抜くことはできないという。だがアシュレーは「英雄はいない」のではなく「いらない」のだと述べる。「英雄」は奴隷や生贄といった人々の犠牲でしかないと。「誰かが英雄になれるのなら誰もが英雄になれる」その言葉に呼応するように、リルカ、ブラッド、ティム、カノン、そしてマリアベルの思いが光となってアシュレーに届き、アガートラームを引き抜かせた。
かつての「英雄」アナスタシアは「アガートラームは魔神を滅ぼす兵器ではなく、ファルガイアの人々の心を繋げ、未来へ導くための鍵なのだ」と言う。これまでアシュレーたちが歩んできた道は決して無駄ではなく、世界中の人々の思いがアガートラームに結集されていった。手を取り合う人たちの思い、ファルガイアの未来を案じて去った者たちの思いは白光の力「アークインパルス」となり、ロードブレイザーを打ち倒した。こうして「焔の災厄」は「英雄たち」の手によって消え去った。
最後の戦いから一年後。それぞれの道を歩み始めたARMSたち。久々に再会を果たしたみんなの前で、アシュレーとマリナは双子の赤ん坊を紹介する。その名前は、誰よりもファルガイアの未来を案じ、今度は道を誤ることがないようにと願いを込めて、道を誤ってしまった優しい兄妹たちを取って名づけられた。

## キャラクター
プロフィールはコンプリートガイドより。声はドラマCD版のキャスト。

### パーティメンバー
プレイヤーキャラクターたちは基本的にARMSの実行部隊の位置に付くことになる。
アシュレー・ウィンチェスター (Ashley Winchester)
声 - 櫻井孝宏
【性別：男 / 年齢：19歳 / クラス：ガンウォリアー / 身長：174cm / 武器：銃剣（アシュレー専用） / 好きな英雄：レッド全般】
本作の主人公。「英雄に憧れる青年」。
強い正義感と仲間を信じる熱い心を持った青年で、メリアブール銃士隊に所属している新米隊員。優しい性格だが、自分の立場や戦いのあり方など、すぐに悩んでしまう繊細な一面も持っている。誘拐事件を解決したことにより「ARMS」に抜擢されるが、結成式典にてオデッサの降魔儀式の実験に巻き込まれたことにより心の内的宇宙に魔神を宿してしまう。また、魔神を心に宿したことで、魔神の力に相反する存在であるガーディアンブレード「アガートラーム」を引き抜き、これも内的宇宙に宿してしまう。これらの力が均衡を保つことによって黒騎士・ナイトブレイザーに変身するようになった。この事件に巻き込まれながら唯一生存したということでアーヴィングに目をつけられ、新生ARMS隊員となる。
オデッサとの戦いを通じて「信じ合う思いが生む強さ＝絆」というものを知り、何があっても仲間を信じぬくという思いと強さを手に入れ、仲間たちから一目置かれる存在となっていく。
様々な人物との出会い・戦いを通し、仲間たちと共に困難を乗り越えることで「誰かが英雄になれるのなら誰もが英雄になれる」「英雄なんていう生贄は必要ない」と結論を出し、世界の救済という人柱のために「誰か」を英雄にする必要はないと断じ、その想いは最終決戦にて世界中の人々の心を繋げる鍵となりロードブレイザーを打ち破った。
使用武器はARMである銃剣（バイアネット）。前作の主人公ロディと様々な点を対比して設定されている（具体的には少年→青年、モテモテ→既に特定の彼女がいる、無口→喋る、トリコロールは継承）とのこと。好きな英雄（ヒーロー）はレッド全般。赤いバンダナはそこからであり、ナイトブレイザーになってもそのこだわりの想いから、スカーフ状へと変化しつつも巻き続けることになった。『5』に彼に似たキャラクターが登場した他、バッジ「ノーズヒーロー」に描かれている。
プロトブレイザー
アシュレーの内的宇宙に魔神が宿った直後の形態で、外見は怪物そのもの。しかしアシュレーの意識はかろうじて保てている。ARMS隊員もこの姿となったが、アシュレーが全体的に白いのに対して、他の者は緑となっている。
ナイトブレイザー
焔の魔神ロードブレイザー（全能の力を持つ守護獣、それが反転した災厄獣と呼ばれる存在の究極系とされる）と聖剣アガートラームに接触し、力のほんの一部を解放することによって変身する焔の黒騎士。魔神の力はアガートラームに抑制されているとはいえ、人知を遥かに超えた絶対的な力と破壊の焔を持つ。アシュレーが内なる存在に接触、力を解放してこの姿に変身する（変身時は魔神の力を接続するために自身の内的宇宙に入り込むため、瞬間的に三次元世界に存在しなくなる。そのため、変身中にダメージを受けるとは無い。接触することよりもその際の暴走を押さえ込むために、多大なFPが必要となる）。しかし、強い破壊の力で戦うことで生まれる負の感情はアシュレーの中のロードブレイザーの力を増し、魔神の復活を招いてしまう。変身条件はシビアだが戦闘力はケタ外れに凄まじく、ゲーム内の戦闘バランスを崩すほど。変身時はボス戦だろうと専用BGMに切り替わる。使用武器は無いが、技として破壊剣ナイトフェンサーやロードブレイザーの焔の災厄の力の一端を解放したバニシングバスター（反物質粒子砲）を使う。
設定では、本来の姿は「銀色の騎士」であるとのこと。これはアガートラームそのもの纏うことによるものだが、ナイトブレイザー（および内在する焔の災厄）の焔は「世界」という概念、事象、空間さえも焼き払うことができ、変身の際に発生する焔が周辺世界を焼き、その際にできた「煤」が付着することで黒く見える。ナイトブレイザーの攻撃は全てこの焔を利用したもの。
後の作品である『5』では、ディーンの隠し防具「ナインライヴス（今作ではアシュレーの最強防具）」を装備すると姿がナイトブレイザーになり、専用BGMが流れる。
オーバーナイトブレイザー
精神的な支えであったマリナが攫われ命の危機に瀕したことによる怒りにより、アシュレーの心のバランスが崩れたことでロードブレイザーの力が増し、ファルガイアにおいて最凶最悪の存在となったナイトブレイザー。漆黒と赤の甲冑姿から全身金と赤という燃え上がるような色彩になり、鎧の形もさらに禍々しい物へと変形している。さらに強大な焔の力を行使できるようになりゲームバランスはさらに崩壊。その力は星が消滅するほどのエネルギーを内包した核ドラゴンを（物理的・現象的と問わずあらゆるエネルギーを吸収し、ドラゴンの持つエネルギー以下ではダメージが通らず、最終的に星が消滅するまでエネルギーを内包した）そのエネルギー以上の一撃（バニシングバスター）で軽がる消滅させるが、実際には全ての宇宙を一撃で破壊する貴種守護獣並の力があるというその増した力ゆえにいつ暴走してもおかしくない存在であり仲間内からも危険視されるようになってしまう。設定では飛行可能で大気圏突入、地表より瞬時に大気圏離脱、さらに超光速域まで速度を出し戦闘ができるという強化されたナイトブレイザーの技に加え、欲望のガーディアンの協力を得ることでガーディアンブレード・魔剣ルシエドを使う。
剣の英雄
内的宇宙において覚醒したロードブレイザーと対峙した際、仲間たちの力を借りてアガートラームを抜き放ったことにより変化した姿。髪が伸び、アナスタシアに酷似した装束を纏っている。ガーディアンブレードの力によりロードブレイザーとさえ真っ向から戦える状態になる。さらにはファルガイアに生きる者たち、未来を望んで死んで行った者たちの思いを一つにするアガートラームの真の力を引き出す。最終決戦後のイベントバトルでのみ見られる姿であり、立ち姿やアップなどのグラフィックは用意されていない。
ロードブレイザー

本作における真の最終ボス。アシュレーの内的宇宙に潜む「焔の災厄」。
ブラッド・エヴァンス (Brad Evans)
声 - 梁田清之
【性別：男 / 年齢：32歳 / クラス：プリズナーNo.666 / 身長：199cm / 武器：マイトグローブ（炸薬式機械手甲） / 好きな昆虫：カブトムシ】
「かつて英雄と呼ばれた男」。
スレイハイム解放戦線にて「英雄」と呼ばれていた男であったが、敗戦したことで今は戦犯として首に「ギアス」という高性能爆弾を埋め込まれ、囚人となっている。イルズベイル監獄島に投獄されていたが、解放戦線所属時の実績をアーヴィングに見込まれアシュレー、リルカによって脱獄させられ、新生ARMS隊員となる。寡黙なプロフェッショナルで、がさつな印象を与えるが年長者として知識や気遣いなどを見せる場面も多い。
ストーリー中盤ではオデッサの作った「ドッペルゲンガー」によって彼の姿と記憶から情報を奪われていたため、仲間たちから裏切り者と誤解を受けてしまうが、最後まで彼を信じる決意をしたアシュレーの思いに応え、プラントを爆破するために「ギアス」を用いて消息不明となってしまう。しかし爆発した「ギアス」は彼のドッペルゲンガーのもので、ブラッドは生存。「ヘムダルガッツォー」の前に窮地に陥ったアシュレーたちの前に現れ、新アーム「リニアレールキャノン」でジェネレイターを大破させ一行のピンチを救った。仲間との思いが生む強さを語るアシュレーとは逆に、肯定しながらも「馴れ合うつもりはない」と述べるカノンに対し「戦場で作られる絆は何よりも強い。俺たちの間には既に出来ている」と述べた。
実は彼は本当の「ブラッド・エヴァンス」ではなく、本名は「ビリー・パイルダー」。本物のブラッド・エヴァンスとは親友であり、お互いの無事を祈ったゲンかつぎで認識票を交換した。その後、天使兵器エンゼルハイロゥにより、本物のブラッドは行方不明になり、追跡部隊がビリーが落とした認識票を発見したことで、ビリーはブラッドと認識され、ビリーも本物のブラッドを守ることとなるため否定しなかった。カイーナの言葉によれば「ブラッドは英雄ではない」と述べており、ヴィンスフェルトもその正体を知っていた模様。またカノンも「戦争の英雄は左利き」とヴィンスフェルトから聞いていたためブラッドが英雄ではないと知っていた様子だった。
物語の終盤、レイポイント・ジオにてブラッドはスピリチュアル・オブ・ジオから「偽りの影に胸に秘める」現実を突きつけられる。上述のように「ブラッド・エヴァンス」ではないものの、ただ力で勝つだけではスレイハイム王室と何も変わらない。解放軍の心を一つにするために「ブラッド・エヴァンス」は生き続けなければならなかったことを明かす。「英雄」は力の象徴ではなく、力を手にするための導きであり、平和を手にする人々をそこに導くだけのものだと。そしてその理想を語った「ブラッド・エヴァンス」の立場になって彼自身もその意味を理解しつつあったことを告げる。仲間たちと共に「英雄」にすがることなく自分の力で平和を目指すことは偽りなき真実であり、その思いはレイポイントを解放させ未来への可能性としてブラッドに「ブーストアタック」を目覚めさせた。
隠しイベントである「ジャスティーン」の解放では、セボック村にてビリーと再会することで彼と向き合うことになる。「英雄とは人々の心に『勇気』を与えるものであり、何かを為そうとさせるための力」であることをビリーに告げ、ビリーが語った理想の本質はそこにあると述べる。そしてそのことを教えてくれたのは、ほかならぬアシュレーたちであると。その思うは「勇気」となり、「ジャスティーン」を解放に至らせた。
使用武器はマイトグローブ（炸薬式機械手甲）と呼ばれるガントレット型のARM。ヘヴィアーム（艦載式の火器）を使う。『5』に彼に似たキャラクターが登場するほか、バッジ「マイトガイ」にその姿が描かれている。
リルカ・エレニアック (Riruka Eleniak)
声 - 有島モユ
【性別：女 / 年齢：14歳 / クラス：クレストソーサレス /  身長：153cm / 武器：パラソル（魔法の発動体） / 好きな食べ物：ヤキソバパン】
「英雄と呼ばれる姉を持った少女」。
シエルジェ自治領の魔法学校で魔法を勉強していた魔女っ子。明るく前向きなムードメーカー。一人称は「わたし」。魔法の才能はあまりないらしく、特にテレポート用アイテムとは相性が悪く目的地に飛べないことのほうが多い。本来なら姉が新生ARMS隊員になる予定であったが、とある事件により参加できなくなってしまい、代わりという名目で押しかけ隊員となった。好物はヤキソバパン。口癖は「へいき、へっちゃらッ！」。
使用武器はパラソル。札に記録しておいた魔法を発動するクレストソーサーを使う。ステータスのパラメーター的にも実は魔力が低く、襟元やマントに魔力のアンプを付けて何とか補おうとしている。その魔力数値はアシュレーら物理攻撃系よりは高いが、"天才"ティムの3分の2程度でしかない。この設定のおかげで、共通能力である「コンバイン」はティムの方が抜きん出る形になっている。ただしクレストソーサーはガーディアンロアよりも基本威力がかなり高めに設定されており、また素早さの低いティムと違いリルカは敵に先んじて行動できることが多いため、リルカが性能的に引き離されているわけでもない。
物語の終盤、レイポイント・フレイにてリルカは姉の声に問われる。「どうして自分で自分を否定するのか」と。リルカは「みんながいてほしいと思うのはわたしではなく、お姉ちゃんのほうだから」と述べ、自分が必要とされている存在ではないことを告げる。しかし姉の声は否定。「あなたはあなたで、誰かの代わりなんかじゃない」と諭し、リルカにしか使えない「魔法」を思い出させた。つまづいても転んでも、めげずに立ち直り、失敗を恐れないことだと。その「魔法」はレイピントを解放させ、リルカの中に眠る可能性を目覚めさせ、魔力を集中することで極限まで高める「デュアルキャスト」を習得させた。
本作では前作と異なり、初期メンバー3人すべてが貴種守護獣3柱の解放をしているわけではない。「ラフティーナ」の解放は後述のティムが担当している。
『5』に彼女に似たキャラクターが登場するほか、バッジ「チアフルガール」に彼女の姿と名前が描かれている。
ティム・ライムレス (Tim Rhymeless)
声 - ゆかな
【性別：男 / 年齢：12歳 /クラス：ゾアプリースト / 身長：150cm / 武器：スタッフ（ただし大人用） / 女の子のタイプ：向こうから話しかけてくれるコ】
「英雄に祭り上げられた少年」。
12歳。タウンメリアに住む孤児であったが、実はガーディアンの力と縁深いバスカーの民であり、ガーディアンの力を復活させる「柱」の資質も持っていたためにオデッサに狙われてしまう（なお、ティムの親は「柱」の使命をさせないため彼をバスカーから連れ出した）。父親は渡り鳥でティムが3歳のころに怪我を負い、それが元で死亡した。試練場にてその能力を覚醒させた後に新生ARMS隊員となる。自分の命を捧げてガーディアンの力を解放する「柱」としての資質から、自分の祖父や故郷の人々やプーカ、さらには幻影とはいえコレットなどにかなり酷い言われようをされるが、友人らや任務を通して使命に縛られない救いの方法を模索していくようになる。
物語の終盤、レイポント・ウィングにてティムは再びコレット、里長、そしてもう一人の自分自身の幻影から「死」を突きつけられる。しかし、プーカだけは「自分で考えて見つけ出すことこそが『答え』」であり、「死」は押しつけられた運命に過ぎないと否定する。ティムが何よりも守りたいと思うのはコレットであり、自分が生贄になれば次に死ぬのはそのコレット。その時に自分は何もできないと考え、「大切な人を守る」ために「柱」という犠牲などなくても世界を救えると証明することが自分の闘う理由だと気づいた。そしてプーカと絆を深めたことでレイポイント・ウィングは解放され、その影響によりティムに眠る可能性が開花。より強大な力「ハイ・コンバイン」を手にした。
使用武器は杖（大人用）。ガーディアンのミーディアムから得る能力「ガーディアンロア」を使う。その資質ゆえに魔力が極めて高い。また、最速発動の特性を持つ全体回復魔法など、リルカとは違った方向性の魔法を使うことができる。『5』に彼に似たキャラクターが登場するほか、バッジ「セイクリッドボーイ」の絵柄として描かれている。
隠しイベントである「ラフティーナ」の解放では、自分に似た境遇のコレットを大切に想う気持ちが力となっていたことに気づく。彼女との現在（いま）を守るために戦いに臨まんとするその強い思いは「ラフティーナ」を解放に至らせた。
プーカ (Pooka)
【年齢：不詳 / 身長：30cm / 武器：変身能力 / 好きな乳製品：コンデンスミルク】
他の生物の姿と能力を一時的にコピーできる変身亜精霊。ミーディアムのガーディアンの情報と、フォース（心の力）を使うことで、守護獣の力すら一時的に実体化させる。語尾に「〜なのダ」とつけるのが口癖。
本来は自我を持たないのだが、ティムと一緒に行動するうちに自我を持つようになった。自我を持ったことによりガーディアンロードもコピーできるように進化した
カノン (Kanon)
声 - 高森奈緒
【性別：女 / 年齢：不詳 / クラス：バウンティハンター / 身長：175cm / 武器：ショートソード、自分自身 / 好きな本：武侠小説】
「英雄の血を引く女」。
体内に様々な武器が内蔵されているヴィクトール型の義体（シルエット）を持つ女渡り鳥。既に耐用年数を越えているため使い続ければ命を縮めかねない状態にある。一人称は「あたし」。当初はオデッサに雇われており、アシュレーを内に宿る魔神共々禍祓う（殺す）ために付け狙う。後に魔神が蘇った際はすぐに屠るためにARMSの仲間となる。しかし当初は「馴れ合うつもりはない」とあくまで魔神を倒すために同行すると述べている。直後にジュデッカが現れ、カノンごとアシュレーたちを生き埋めにするべくトラップを発動。死ぬことを前提にした捨て駒にされたカノンは重傷を負い、そのままアシュレーたちに保護された。
実は聖女の血族の家の分家（傍流）の生まれでアーヴィングやアルテイシアの親戚に当たる。しかしカノンが生まれる前から没落しており、母親は娼婦として働くという有様であり、カノンは見ず知らずの男との間に生まれることとなった。幼少時はスラム街にて貧しい暮らしをしており、抜け出すため、そして気が狂ってしまいことあるごとに「英雄の末裔」を口にする母から目を背けるため、ずっと「英雄の血」にすがり付いていた。「英雄」を目指したのも「みんなに必要とされる存在」になることで「仲間」を得たかったから。
アシュレーに対する執念も、少女時代の家庭環境や、魔神を封印した聖女の血族として「英雄」に縛られているため。かつては美しい亜麻色の髪を持っていたが、禍祓いの過酷な生活の中で黒髪に変色。本名は「アイシャ・ベルナデット」。禍祓いで磨り減らした身体は、壊れては義体へと交換していったため、生身の部分は脳と眼帯に隠された左目しかない。すべては「魔神を狩るため」だったがアシュレーたちに敗北したことで自分の存在意義が揺らぎ始め、上述のようにアシュレーから有事の際には魔神を殺すことを頼まれ同行するが、次第に彼らを仲間と見るようになっていった。
物語終盤、レイポイント・ミューズにて、カノンの心の奥底にある「迷い」と対面。幼少期の自分であるアイシャと向き合い、「棄てる」ことで得た強さとそうしなければ「英雄」にはなれないことを語る。しかしアイシャは否定。本当にほしかったのは「英雄」ではなく自分の居場所となる「仲間」だったことを告げる。カノンはアイシャを受け入れ、そのことによって本来の肉体である生身の身体を取り戻せるはずだったが、カノンが選んだのは義体であった。そのことに驚愕するスピリチュアル・オブ・ミューズにカノンは己の思いを語る。「英雄」へのこだわりを捨て、全てを受け入れたカノンは「このファルガイアを守りたい。だから一緒に戦ってほしい」と素直な思いを仲間たちに告げる。振り払われた迷いは新たな可能性となって「ガトリングLv.4」を解放させた。
使用武器はショートソード。義体による体技（シルエットアーム）を閃いて使う。スキルを使用することで確率で新しいスキルが獲得できるという性質上、率先して戦闘に出して使わないと戦力が一向に向上しないという難儀な特性となっている。『5』に彼女に似たキャラクターが登場するほか、バッジ「スピードクイーン」の絵柄として描かれている。
マリアベル・アーミティッジ (Mariabell Armitage)
声 - 堀江由衣
【性別：女 / 年齢：不詳 / クラス：ノーブルレッド / 身長：142cm / 武器：アカ&アオ（精神感応デバイス） / 好きなハミガキ粉：いちご味】
「英雄の戦友だった女性」。序盤から登場するが仲間になるのは終盤。隠しキャラクターのため仲間にせずクリアできる。
ARMSの技術顧問でアーヴィングの文通友達。透き通る白い肌と赤い瞳を持った伝説の不死種族・ノーブルレッドの少女。種族としてメンバーのブラッドなどの超人（使用するヘヴィアームは数百トンもの重量がある）を上回る圧倒的な身体能力と魔力もさることながら、真の強さは所持するロストテクノロジーにある。使用されるテクノロジーの忠実な僕であるゴーレム、アースガルズやルシファアのもつ対消滅バリアや対地レーザーは大陸、惑星さえ一撃で容易に破壊出きるほどの能力を持つ（アースガルズの対消滅バリアはそのレーザーを防ぐ。また名前のみ登場しているセトはファースト、F同様で縮退兵器を持ち、惑星さえけしてしまうほどの威力）。実年齢はかなりのものだが、寿命が永久であり、老化も非常に遅い。モチーフは吸血鬼だが、アンデッドやヴァンパイアなどの怪物とは別の存在であり、十字架などで撃退されるわけではなく、鏡などにも映る。太陽の光には弱い理由は「お肌の大敵」だからとのことである。よって陽が昇っている時は珍妙な着ぐるみを着用している。吸血能力はあるが、生存には必要なく、あくまで嗜好品としての位置にしかない上に、ノーブルレッドに血を吸われた人間は、老化スピードがノーブルレッドと同じになるため、特別な理由でもなければマリアベルが血を吸うことはない。かつて、焔の災厄と戦った聖女アナスタシアの親友であり戦友。彼女のいる「記憶の遺跡」にも現れる。
ストーリーの所々で顔を見せており、アシュレーのことを知っている様子だった。その理由は、中盤にてアシュレーが記憶の遺跡にてアナスタシアと出会った際にマリアベルとも出会っているため。
使用武器は精神感応デバイス（意志のままに動く小型ロボット）の「アカ&アオ」。敵の能力を吸収して同様の能力を「レッドパワー（敵が持つ技を覚えられる）」として使う。またノーブルレッドが作り出し、共に悠久の時を過ごしてきたゴーレムも操る。『5』に彼女に似たキャラクターが登場するほか、バッジ「ナイトプリンセス」の絵柄として描かれている。
『3』では劇中劇の「空色の冒険」にアナスタシア共々登場。本編そのままのキャラクターで主人公たちを振り回している。

#### ARMS関係者
アーヴィング・フォルド・ヴァレリア (Irving Vold Valeria)
声 - 森川智之
【性別：男 / 年齢：22歳 / 身長：180cm / 武器：長剣（本編未使用） / 好きな花：強く野に咲く、小さな花】
メリアブール国の貴族ヴァレリア家の当主。「英雄になりたかった男」。
オデッサの降魔儀式の実験によって結成直後に壊滅したARMSを買い取り、私設特殊部隊として再結成する。新生ARMS結成後は指揮官として活動。怪我のせいで戦闘を自ら行うことはないが、本来の実力は剣技・魔法ともに恐ろしく高いものである。片足が不自由なため常に松葉杖を突いており、これが前述の「怪我」に当たる。原因はアガートラームを引き抜こうとして拒絶された影響によるもの。
実は本作における真の黒幕である。密かにオデッサに莫大な資金を提供するスポンサーとなり、さらには禁呪として研究していた降魔儀式と魔鍵ランドルフを渡し、アシュレーたちを儀式の実験台にするように指示。即ち、旧ARMSが壊滅しアシュレーが魔神を宿したのはアーヴィングが元凶であった。
実はカイバーベルトの存在と脅威にいち早く気づいたため、国家間が手を取り合う必要があると考え「オデッサ」というわかりやすい脅威を生み出した。当初は異次元の牢獄トラペゾヘドロンにて疑似生命（実体）を与えて倒すという作戦を予定していたが、トラペゾヘドロンによる幽閉が完了する前に本体に逃げられて失敗に終わる(トラペゾヘドロンの使用で世界中のマナが大幅に減少したため、再使用は不可能)。最後の手段として、自身と妹に降魔儀式によってカイバーベルトを宿し怪物となり果て、アシュレーたちに討たせるという結末を迎えた。しかしアシュレーからは「敵」とは思われず、最期まで仲間として見られ共にカイバー・ベルトと戦った。
彼がここまで我が身を顧みなかったのは、「英雄になれなかった（力がなかった）」からである。世界を救いたいという想いとは裏腹にそれを実現する力がなく、アガートラームさえ抜けていれば、英雄になれていればこうはならなかったとアシュレーに本心を告げている。
ロードブレイザーとのラストバトルではアルテイシアと共に現われ、アークインパルスの力に自らの想いを重ね、世界を救う「英雄」として共に戦い抜いた。
アルテイシア・ルン・ヴァレリア (Altecia Rune Valeria)
声 - 岡村明美
【性別：女 / 年齢：22歳 / 身長：164cm / 武器：涙ぐむ（本編未使用） / 好きなひととき：アーヴィングを朝起こすとき（兄の役に立っている気がするから）】
「聖女にされた女性」
アーヴィングの双子の妹。ARMSの給食担当。カレーしか作らない。おしとやかで儚げでまさに深窓の令嬢というべき女性だが、兄の役に立ちたいという願いを秘めている。最期は兄の降魔儀式に協力し、自らの肉体にカイバーベルトを降臨させ「滅びの聖女」となった。
侵食異世界カイバーベルト（カイバーベルト・コア）
そこにあるだけで世界を侵食し滅ぼしてしまう存在。「世界」という概念存在であるため実体を持たず、倒すことも防ぐこともできない。また「概念世界」そのものなので姿もない。元々はファルガイアとは異なる次元にある「世界」であったが、その境界線を越え幾多の宇宙を侵食し滅ぼしてきた。ロンバルディアのいたドラゴン次元もこれによって喰われてしまった。侵食された世界は、大地は痩せ細り、木々は枯れ、空は歪み、モンスターが異常発生するなど計り知れない影響力を与える。そのためアーヴィンの「降魔儀式」によって彼と妹アルテイシアの肉体に憑依させられ、「肉体」を与えられたことで実体化し、赤い体色をした禍々しい胎児のような姿となってアシュレーたちと対決。討ち滅ぼされた。名前はエッジワース・カイパーベルトに由来。
なお、カイバーベルトとの戦いの前にメンバーを3人選出し、「ファーストルート」、「セカンドルート」、「サードルート」とい3本の根と一対一で戦うことになる。これを倒さない限りグラブ・ル・ガブルから無尽蔵にエネルギーを供給し再生してしまう。
ケイト・リンドバーグ (Kate Lindbergh)
声 - 大原さやか
【性別：女 / 年齢：20歳 / 身長：159cm / 武器：鼻で笑う（本編未使用） / 好きな少女漫画：牛の瞳のシルエット】
ARMSのオペレーターのテレパスメイジ。少女マンガオタク。クールな見た目に反して非常事態には動揺しやすいらしい。エイミーから「ケイちゃん」と呼ばれる。
エイミー・フェアチャイルド (Amy Fairchild)
声 - 高野直子
【性別：女 / 年齢：21歳 / 身長：161cm / 武器：うんざりさせる長念話（本編未使用） / 好きな怪獣：ラギュ・オ・ラギュラ】
ARMSのオペレーターでケイトと同じくテレパスメイジ。怪獣マニア。口調は幼いがケイトよりもしっかり者。自称「ミーちゃん」。

#### その他の関係者
ガバチョ
ARMSの本拠地であるヴァレリアシャトーの機関士長である隊員。前職は肉屋。妻には逃げられたらしい。マリアベルファン。
エベチョチョ
声 - 大竹美佳
ARMSの本拠地であるヴァレリアシャトーの機関士である隊員。ガバチョの息子。着ぐるみの女の子に惚れこんだ父親に対して大いにショックを受けている。ソースたぷたぷコロッケが好物。
エルウィン
ARMSの本拠地であるヴァレリアシャトーの操縦を行う隊員。たまに通信にオペレーターの代わりに出てくる。
モモ
ARMSの衛生隊員である看護婦。若い患者が好き。頭に注射を刺すと脅すなど、不安に駆られる治療を行ってくれる。
リンダ
ARMSの衛生隊員である看護婦。まだ新米であり、先輩であるモモを尊敬している。目を瞑って注射を打つなど、とっても心配な治療を行ってくれる。

### オデッサ
序盤から中盤にかけて登場する敵対勢力。目的は世界を支配すること。
ヴィンスフェルト・ラダマンテュス (Vinsfeld Rhadamanthus)
【性別：男 / 年齢：49歳 / 身長：187cm / 武器：魔剣「狂気山脈」 / 好きな調度品：豪華な姿見（と、そこに映る豪華な自分も好き）】
元スレイハイム解放戦線の指導者。革命終盤に自らの保身のために仲間を売って以来行方知れずだった。ノコギリ状の刀身を持つ魔剣・狂気山脈を使う。
現在の世界の在り方を「無知蒙昧」と語り、テロ組織オデッサを組織し世界の支配を狙う。しかし、ヘムダル・ガッツォーにてアシュレーたちARMSと戦い、一度は敗退。最後のアシュレーとの一騎討ちで今度こそ敗れヘイムダル・ガッツォーと共に死亡する。
アンテノーラが自分を仇として憎んでいるのは承知していたが、献身的な彼女を本当に愛しており、最終決戦の前に彼女を奪ったことについて恨み言を述べている。
あるダンジョンで隠しボスとして彼の残留思念が実体化した「ゴースト」と戦うことができるが、力が生前以上に強く対策なしでは全滅させられる（ただしゴーストなので、「ターンアンデッド」を使えば一撃で倒せる）。

#### オデッサ特戦隊「コキュートス」
四人のオデッサ幹部を指す地位で、氷結地獄（コキュートス）の4つの界円の名をそれぞれ名乗っている。
カイーナ (Caina)
【性別：男 / 年齢：21歳 / 身長：169cm / 武器：魔鍵「ランドルフ」 / 好きなラジオ：深夜放送（リスナーからの葉書投稿系）】
コキュートスのメンバー。時空を操る魔鍵を使う召喚士。降魔儀式で旧ARMSを壊滅に追いやった。誰よりもヴィンスフェルトを盲信している。
降魔儀式の実験のためだけにアシュレーやその同僚たちを怪物に変えた張本人であり、ジュデッカとは違うタイプでの危険人物である。アシュレーからはかなり高圧的に接されている。中盤では魔界柱セクト・カイーナを守護しており、一度はARMSに敗れ、暴走したランドルフの力で異次元に放逐されてしまう。だが終盤にて異次元から復帰し、マリナを拉致。ヴィンスフェルトを失った復讐を果たすためにアシュレーの精神バランスを崩させることで魔神を復活させ自我を崩壊させようとした。その結果、暴走したオーバーナイトブレイザーの力によって滅された。
名乗っている名前はコキュートスの第一界円から。
アンテノーラ (Antenora)
【性別：女 / 年齢：24歳 / 身長：166cm / 武器：特殊鋼糸「刹」 / 好きなマクラ：そばがら】
コキュートスの紅一点。グローブの指先から放つ特殊鋼糸を扱う。また糸を通じて伝達なども可能。
実は元スレイハイム王族で、親を殺したヴィンスフェルトへの復讐のため近付いたが現在は憎みつつも愛している。主に暗殺任務などを担当。
ヴィンスフェルトに自分を愛させ、そして失わせることで彼に復讐を目論む。その結果、セクト・アンテノーラにてARMSに破れその命を散らし、ヴィンスフェルトを苦しめた。
名乗っている名前はコキュートスの第二界円から。
トロメア (Ptolomea)
【性別：男 / 年齢：36歳 / 身長：206cm / 武器：シュレッダーグローブ「アイアンセイヴァー」 / 好きな犬：イヌらしい「犬」（猫はネコらしい「猫」が好き）】
コキュートスのメンバー。巨大な三つの刃が組合わさった、シュレッダーグローブを使う。
コキュートスで一番の常識人。元スレイハイム解放軍の兵士で部下が後ろ指を指されない世界を作るため、オデッサに与している。
コキュートスの中では最初にアシュレーたちと戦った人物で、魔界柱セクト・トロメアでの決戦時には「あのひよっこどもがここまで」と成長したことに驚きを禁じ得なかった。激戦の末に敗北し、死の間際には「勝った方が正義なのか教えて欲しい」「部下どもには寛大な処置を頼む」と述べ、「戦場で交わした約束は重い」と告げたブラッドを信頼し、最後に「英雄」と称え息を引き取った。その最後はリルカやティムだけではなくカノンにまで「悪人ではなかった」と認めさせた。
名乗っている名前はコキュートスの第三界円から。
ジュデッカ・デュセット (Judecca Ducet)
声 - 高瀬右光
【性別：男 / 年齢：31歳 / 身長：178cm / 武器：短銃「ミリアム」、長銃「ダグラス」 / 好きな四字熟語：阿鼻叫喚】
コキュートスのメンバーにして随一の実力者。一人称は「僕」。短銃「ミリアム」と長銃「ダグラス」を使う銃使い。興奮すると眼鏡がずれる。平時は敬語で話すが本性は快楽殺人者で、人を一秒でも長く苦しめることに快楽を見出している。そのやり口はカノンから「人の身なれど悪しき心を持つ外道」とまで言われた。激昂すると苛烈な口調に豹変する。オデッサには自分に面白いゲーム（任務）を与えてくれるという理由で加担している。状況によってはタラスクなどを呼び出し、戦わせることも。アシュレー一行の前にたびたび現れモンスターをけしかけるだけではなく、関係ない町の人々まで巻き添えにしようとしていた。中盤の決戦では魔界柱セクト・ジェデッカを守護する。
戦いを遊びと考えており、様々な罠や卑劣な手段を用いてたびたびARMSを苦しめた。遊びゆえに本気で立ち向かってくるARMSには及ばず敗北。カノンから「命を賭けていない者に命のやり取りをする資格はない」と叩きつけられ、最後は自ら魔界柱から飛び降り死亡した。その際にはカノンから「自分が傷付きたくないから他者を傷つける」というジュデッカの弱さを見抜かれていた。
名乗っている名前はコキュートスの第四界円から。

#### トカとゲー
リザード星からやってきたトカゲ人間。正真正銘の異星人。リルカ曰く「世界観の違う二匹」。
トカ (Toka)
【性別：男 / 年齢：不詳 / 身長：170cm / 武器：スペース脳（知能指数1300!） / 好きな寿司ネタ：カブトムシ】
高すぎる知能指数を誇る、自他共にアレな方向で認められている天才科学者。突っ込みどころ満載の言動と発明品でARMS（主にアシュレー、そしてリルカ）と対峙する。彼らが現れたが最後、シリアスな空気はそのBGMと共に星霜の彼方に吹き飛び、アシュレーは秘められた（ツッコミの）才能を無理やり開花させられる。また彼らのボケ時空はアシュレーに限らず人格を歪めてしまう性質があり、ブラッドに留まらずカノンにさえツッコミをさせるという快挙をなした。
オデッサの最終作戦後全く出てこなかったため、アシュレーたちに死んだと思われていた。しかし、終盤のあるところで再会。最終作戦で仲間はずれにされていた事実が明らかになり、単に利用されているだけだったことが判明する。自分たちの故郷に帰るべくオデッサに与していたが、そう思っていただけで一度もオデッサの構成員と一緒に行動することはなかった。
最終的にARMSの面々とは、オデッサ亡き今戦う理由はないとして和解した。ただし隠しボスとの戦いが待っている。
ゲー (Ger)
【性別：男 / 年齢：不詳 / 身長：200cm / 武器：鍛え鍛えた力とワザ / 好きな乗り物：サイドカー】
トカの助手。トカと違い、肉体派。「蜥」と書かれた胸当てを着用している（「蜥蜴」で「とかげ」と読む）。「げー」としか喋られず、トカが翻訳しているのだが、トカの翻訳が正しいのかはとても怪しい。戦闘ではトカに昆虫採集セットの薬を注入されて状態異常になりつつ強力な技を仕掛けてくる。これに限らず、何かとトカの奇行の被害を受ける。

### その他
マリナ・アイリントン (Marina Irington)
声 - 前田愛
【性別：女 / 年齢：19歳 / 身長：157cm / 武器：おたま（かつて、空き巣を撃退した経験有り：本編未使用） / 好きな言葉：「おかえりなさい」】
タウンメリアのパン屋の看板娘でアシュレーの幼馴染。作中では出てこないが、両親は重犯罪者でそれが原因で処刑されたという裏設定がある。名前の由来はマリーナ（マリナ→マリーナ→港から。男を縛りつける意味を含めて主人公アシュレーの港のような存在である）。
終盤ではカイーナに連れ去られアシュレーがオーバーナイトブレイザーになる要因となってしまったが、後にアシュレーの精神が魔神に支配されかけた際は逆にアシュレーの支えとなり彼に自分を取り戻させた。またロードブレイザーとの最終決戦では、アーヴィング、アルテイシアと共に登場しアークインパルスのトリを務めた。
トニー・スターク (Tony Stark)
声 - 斎賀みつき
【性別：男 / 年齢：13歳 / 身長：136cm / 武器：金的（本編未使用） / 好きな食べ物：ソースたぷたぷコロッケ】
ティムの友人。「少年ARMS」を名乗る活発な少年。孤児であり、オープニングでアシュレーに助けられて以降は兄のように慕っている。
とあるイベントではマリアベルの友人になるためにノーブルレッドになる決意をしたが、実際にノーブルレッドになったかどうかは不明。マリアベル曰く「面白い奴」。
アークインパルスのイベントにもスコットと共に登場し、アームズが困っていたら今度は自分たちが助けるという思いを届けた。
フルネームはマーベル・コミックのキャラクターであるアイアンマンの本名から。
スコット・サマーズ (Scott Summers)
声 - 瀧本富士子
【性別：男 / 年齢：12歳 / 身長：155cm / 武器：のらりくらりとした態度 / 好きな楽器：ブルースハーブ】
ティムの友人。「私なりの結論としては〜」という特徴的なしゃべり方をする。現実主義で感情よりもそちらを優先するタイプで、年齢の割には冷めたところがある。しかし、最終決戦に向かったアシュレーやティムたちを応援する際は自分の気持ちに素直になり必死に声援を送っていた。
フルネームはマーベル・コミック『X-メン』のキャラクター、サイクッロプスの本名からとられている。
テリィ (Telly)
リルカの学友。優等生であり、校則違反常習犯のリルカに何かと厳しい言葉をかけてくる。だがその一方、リルカに好意があるようで、リルカにおちょくられると慌てふためく。
コレット・メイプルリーフ (Colette Mapleleaf)
【性別：女 / 年齢：12歳 / 身長：150cm / 武器：こけし（携帯型トーテムポール：本編未使用） / 好きなガーディアン：ジャスティーン（ジェイマンモー）】
隠れ里バスカーに住む少女。ティムと同じ「柱」としての素質を持っており、夢見ができる。彼女の存在が、ティムの心を支えることになる。
ワンテンポ遅れた話し方をするが、それは喋る前に頭の中で深く考える癖があるためで、その際の思考スピードは並大抵のものではない。
ビリー・パイルダー (Billy Pilder)
ある時期以降、ラッシュに助けられた男。持っていた認識票よりビリー・パイルダーと判断された。
正体はブラッドの項に書かれている通り本物の「ブラッド・エヴァンス」である。天使兵器エンゼルハイロゥの影響なのかは不明だがかなり精神が崩壊しており、まともに会話することすら不可能である。そのため話しかけても笑い声ぐらいしか聞けない。ブラッドで話しかけると変化する場合もあるがそれでも会話にすらならないが、ジャスティーンのイベントでは普通に喋っている。
アナスタシア・ルン・ヴァレリア (Anastasia Rune Valeria)
声 - 岡村明美
【性別：女 / 年齢：不詳 / クラス：ソードセイント / 身長：167cm / 武器：ガーディアンブレード「アガートラーム」 / 好きな人：両親、友人、そして…】
「英雄になるしかなかった女性」。
かつてアガートラームを振るい、欲望を司る守護獣ルシエドを従え、自らの命と引き換えに「焔の災厄」ロードブレイザーを事象の地平へと封印した英雄。その時の姿から、後世の人々から「剣の聖女」と呼ばれる。彼女の「伝承」が本シナリオのOPクレジットムービーとして使われている。後世の人々には「英雄」視され、神聖視されているが、実際は特別な血筋であったわけでも、特別な能力があったわけでもない、剣に触れたことさえ無いという、社交的な普通の女性であった。しかし、誰よりも「生きたい」「死にたくない」「家族や友人などの大切な人々を守りたい」という「欲望」が強かったため、アガートラームに選ばれ、その加護により焔の災厄とも渡り合えるほどの規格外な力を手に入れることになる。しかし、アナスタシアの心がいかに強靭であろうと、たった一人の心では世界の数多の人間たちの負の心を喰らい力に変えるロードブレイザーを討つことはできず、自らの命と引き換えに封印することしかできなかった。
誰よりも「生きたい」と願っていたゆえに、魔神に対抗しうる「力」を持つことになり、魔神に対抗しうる「力」を持ってしまったがゆえに、人々のために逃げ出すこともできず、誰よりも生きたいと願っていたゆえに、平和のための「生け贄」として、「英雄」として、戦って死ななければならないことを強いられることになる。彼女の精神は彼方と此方の狭間の世界に漂い、ルシエドと共にファルガイアの情勢や若い男女の色恋沙汰や面白そうなことを覗いている。かなり暇らしい。完璧な「英雄性」を持ったキャラクターであり、物語のテーマの【鍵】とも言える存在。また、マリアベルのアカ&アオの製作者でもある。
ロードブレイザーとのラストバトルにて再び登場し、アガートラームは魔神を倒すための兵器ではなく、人々の想いで未来を切り開くための力なのだと語った。
ルシエド (Lucied)
【性別：オス / 年齢：不詳 / クラス：ガーディアン / 身長：ミクロ〜∞ / 武器：すべてを引き裂く牙と爪 / 好きな人間：生きることに執着のある者】
「焔の災厄」において、アナスタシアの強く真っ直ぐで純粋な「生きたい」と願う「欲望」に惹かれ、アナスタシアに付き従い、共に戦った。一人称は「オレ」で、歴代のルシエドで唯一まともに喋る。

### 守護獣（ガーディアン）
万全ての万物、果ては事象、概念にまで宿るとされる「意思ある力」。「世界を支える力」とも称される全能の力を持つ超越存在。ファルガイアという星、そして宇宙を守護する神と言える存在。各々が持ちうる能力をただ、素のままを振るうだけでも星系を軽々と破壊する力を内包しており、貴種守護獣はさらに上位の存在である。かつては概念の肉体を持っていたが、「焔の災厄」や年月の経過により、ルシエドを除いた全てのガーディアンは肉体を失い精神体のみとなっており、亜精霊などを媒介にしなければ実体化できないもの、その力は今でも絶対的な物である。作中ガーディアンの力が封じられたミーディアムと呼ばれる物を身に付けることでガーディアンの守護と助力を得られる。今作では固有の「カスタムコマンド」を備え、戦闘中の選択肢が追加される。各、守護獣の持つ力の詳細はワイルドアームズシリーズ参照。
シトゥルダーク
水を司るガーディアン
グルジエフ
地を司るガーディアン
ムア・ガルト
火を司るガーディアン。かつては6枚の翼があったが、物語の根幹にかかわるある理由により2枚は失われ現在は4枚。
オードリューク
命を司るガーディアン
フェンガロン
風を司るガーディアン
ヌア・シャックス
雷を司るガーディアン
ステア・ロウ
光を司るガーディアン
アルスレート
雪を司るガーディアン
レイテア・ソーク
闇を司るガーディアン。ステア・ロウが誕生した際に発生した光が作り出した闇から生まれたとされ、ステア・ロウの双子ということになっている。
ギィ・ラムトス
死を司るガーディアン
リグドブライト
星を司るガーディアン
ダン・ダイラム
時空を司るガーディアン。趣味は少女と共にラピスラズリ探しを行うこと。今作ではガーディアンロード同様、上位守護獣の位置づけ。
チャパパンガ
幸運を司るガーディアン。今作ではガーディアンロード同様、上位守護獣の位置づけ。
ラフティーナ
愛を司るガーディアンロード
ジャスティーン
勇気を司るガーディアンロード。ジェイバード、ジェイマンモー、ジェイライガーの3体のガーディアンが合体してこの姿となる。
ゼファー
希望を司るガーディアンロード。グラブ・ル・ガブルの一部から生まれた最初のガーディアンの片割れ。
その心臓から取り出されたエネルギーは銀河系の恒星配列に影響を与えるほどの破壊力がある。
ルシエド
欲望を司るガーディアンロード。グラブ・ル・ガブルの一部から生まれた最初のガーディアンで、もっとも強大な存在の片割れ。唯一血肉を現在まで持ったまま存在しているガーディアン。#その他を参照。ゼファーの兄弟だけあってその力は強大である。
グラブ・ル・ガブル
泥のガーディアン。ファルガイアの全ての源にしてファルガイアその物。ファルガイアの大地奥深くの中心で青く輝く泥の海。
ガイア
ガーディアンの力と意思の集合体である全知全能の力を持つ超越存在。「柱」の命を生贄にすることのみでしか絶大な力を振るうことをしてくれない。
アガートラーム
ガーディアンブレード。未来を司るガーディアンの失われし左腕そのものが聖剣。アガートラームは銀の腕という意味。また、剣自体に意思のような物がある。
「想い」を喰らい力に変える「力」を持つ、ある種の精神感応武器であり、使用者の心が強大であればあるほど強い力を発揮するが、常人ではアガートラームに精神を喰い殺されてしまうため、アガートラーム自身の意思で振るい手を選ぶ。そのため常人を遥かに超えた精神力と「欲望」を持ったアナスタシアは、アガートラームに選ばれ、ロードブレイザーを傷付け対等に戦えるほどの「絶対的」な力を得た。またガーディアンと同じ精神的な存在であるため、重さも自由であり、概念的な存在にも直接攻撃することもできる。
ロードブレイザーがアシュレーの内的宇宙に復活した直後に、魔神の力に反応したアガートラームもアシュレーの内的宇宙に宿り、ロードブレイザーの力を抑えることになる。
未来を司るガーディアンについての詳細は不明だが、ファンブックで前作の主人公ロディが自ら切り落としてブラックホールに吸い込まれた左腕が元になっていることが示唆されている。
ロードブレイザー
本作における真の最終ボス。焔の災厄や焔の魔神とも呼ばれる。性格は尊大で冷酷で享楽的。基本的に自分以外の存在を下に見た話し方をする。序盤にてアシュレーに語りかけてくるのは彼である。
その正体は、火を司るガーディアン「ムア・ガルト」の3対の翼のうちの失われし1対から生まれたデミ・ガーディアン。火の持つ破壊の相を強く受け継いだため、破壊の権化のような存在になった。
概念存在であるガーディアンと同種の存在であるため、通常の物理的な攻撃は一切通じない（ただしロストテクノロジーを以って作られた超兵器のみ一応干渉可能。その威力をもってしても気休め程度にしかならない）さらに敵対するものの魂さえ喰らい、打ち砕くことができる。このため、肉体が滅びても魂が永久に不滅の不死種族であるノーブルレッドさえも「殺」されてしまった。
秩序の輪から離れた、「暴走したガーディアン」とも言える存在で、生命の持つ負の感情を取り込み力に変えることができるため、負の意志が存在する限り無限の破壊の力と無限の再生を得ることができる。その再生力はエンジェルハイロゥや対地大陸破壊兵器のロストテクノロジーの威力でも気休めにしかならず、その破壊力は対地大陸破壊兵器を防ぐ対消滅バリアを持つアースガルズを地平線を埋め尽くすほどに防衛線を配置しようとも一撃で軽々と防衛線を軽々と消滅させてしまうほどだった。そして、その負の感情から得た破壊の力を元に生命を星を世界を宇宙を燃やし、喰らい、破壊し、そこから生まれる悲しみや怒りなどの負の感情を喰らいさらなる力を得るという、悪循環を成立させてしまっている。
数百年前、ロードブレイザーがファルガイアに存在する生命、ガーディアン、全てを敵に回し、一方的に蹂躙し星の全域を破壊して回った事件こそ、「焔の災厄」と呼ばれ、その戦いの中で星を守ろうと戦った多くの人類、ノーブルレッド一族（マリアベルただ一人を除いて滅ぼされた）、ほぼ全てのガーディアンが滅ぼされてしまった。ガーディアンブレード・アガートラームに選ばれたアナスタシアとの7日間に及ぶ激戦の末、事象の地平に封印された。本編中にオデッサの降魔儀式により、偶然アシュレーの内的宇宙に復活を遂げるが、直後、ロードブレイザーの力に反応したアガートラームもアシュレーの心に宿り、長らくその力と意識の大部分を封じられることとなる。復活した直後は実体すらなく、アシュレーに宿っていただけだったが、戦いの中で生き、そして、ナイトブレイザーと化して戦うアシュレーとその周りの人間の負の感情を喰らい、その力を蓄えていき、最終的にアガートラームの戒めを打ち破り実体を持つことに成功する。今度は逆にアシュレーを内的宇宙に呼び寄せ、復活させてくれた返礼として世界を滅ぼす様を見せつけようとする。直後、アガートラームの力を得たアシュレーと一騎討ちを演じ、ファルガイアに生きる人々の思いと平和な未来を願って倒れていった者たちの思いの力が凝縮された「アークインパルス」によって滅び去った。

## 用語
ARMS
「Awkward Rush & Mission Savers（緊急任務遂行部隊）」の略称。アシュレーたちの所属する組織。創立したてで軽んじられている所もあり、リルカ曰く「お役所のすぐやる課」みたいなもの。
ロストテクノロジー
古代高等種族エルゥや、不死種族ノーブルレッドが持ち得ていた技術であり、現代の人間が持ち得ない失われた技術。現代の人間には古代遺跡から発掘された後、原理不明のまま使用されている。
ARMの基本構造や、永久機関EMA・モーター、巨大飛空機械バルキサス、生体エネルギー転送装置ライブリフレクターや、ゴーレム・天使兵器・核兵器と呼ばれる超兵器もこれにあたる。
ARMの場合はいまだ作動原理が不明なものが多いが、現在ではギルドグラードなどで一部の高度なものを除いて構造の解析が進んでおり、ドラゴンの化石が製作には不可欠であるもののレプリカ技術などで広く一般に普及している。アシュレーやブラッドが使う銃剣、ヘヴィアームはレプリカ技術によって大量生産された現代のものである（ブラッドに関しては明らかにそうは言えないものもあるが）。
感応石
人の思念を増幅し、固有のパルスに変換する性質を持った鉱石。出力は大きさ・純度によって決まり、離れた場所の別の感応石に共振させることで通信器として利用され、現在のファルガイアでは巨大な感応石を中継点とすることで、ラジオ放送も行われている。使い方によってはあらゆるスクリーン（鏡や池の水、メガネやトイレの水まで）に映像や音声を送ることも可能。
この石が広く普及するまでは、「念話」（原理は感応石と同じ）を専門とした術士「テレパスメイジ」が通信の主な手段だったが、その特殊性と感応石の普及から数は少なくなっている。しかし、感応石を用いた通信を安定して行うには、送信側か受け手側のどちらかに「テレパスメイジ」の存在が不可欠である。
超獣ドラゴン
機械と血肉を併せ持った半機械生命体であり、ファルガイアの生命体とは全く異なる「規格外」の生物。生態については謎に包まれているが、ドラゴンという種族のその力はガーディアンと同等以上といわれ、本来は人間では絶対に敵わない。
現在は化石となった姿で発見されるのみだが、その化石はロストテクノロジーとも違った特殊な技術形態をしており、現代の人間がレプリカARMを製作するには欠かせないものである。
メリアブール
四大守護国家の一つ。ファルガイアの東位に位置し、交易を守護する。ARMSの本拠地はここにある。
シルヴァラント
四大守護国家の一つ。ファルガイアの南位に位置し、農業を守護する。
ギルドグラード
四大守護国家の一つ。ファルガイアの北位に位置し、ドラゴンの化石を用いた独自の工業技術を守護する。
スレイハイム
四大守護国家の一つ。ファルガイアの西位に位置し、軍事力を守護していた。しかし、行き過ぎた軍事力増強により民衆のレジスタントが結成され、長い内乱の結果、自暴自棄になった王により放たれた「天使兵器」の光爆で塩の平原と化している。

## システム
ターン制を採用したコマンドバトル方式や、グッズを利用して進んでいくパズル要素のあるダンジョンといった基本は前作同様だが、新システムも導入されている。
フォースポイント(FP)
「MP」は完全に廃止され、「戦闘技能の全てをFPでまかなう」ことになった。戦闘技能はFPを消費しないオリジナルパワー（アシュレー、ブラッドのARMのみ弾数制限がある）と、消費するフォースアビリティとに分かれる。
戦闘開始時にはレベルと同じ数のFPが溜まっている。攻撃したり受けたりすることでFPは溜まっていき、コマンド入力時に必要量に達していれば戦闘技能を使用可能になる。オリジナルパワー頼みで戦うのであれば、FPを所定量溜めた時点で使い放題になる便利さがこのシステム最大の売りと言える。ダンジョンの奥へ進む過程でMP消費を気にせずに戦えるように、というシステムでもある。
フォースアビリティは強力な反面、多大なFPを消費してしまう。特に魔法系のキャラクターは基本的にはオリジナルパワーをメインに使用するため、使うタイミングをよく考える必要がある。
移動中は魔法不可
上記のMP廃止に伴い、移動中は魔法が使えなくなった。今作では移動中のHP、ステータスの回復は主にアイテムに頼ることになる。以後のシリーズでもこれは受け継がれ、MPの概念が存在する作品でも移動中は使えない。
弱点属性
これを突くことで魔法なら3倍（前作の2倍から強化）、物理なら2倍のダメージを与えられる。その際にダメージ数値が赤で表示されるようになったのでより鮮明に実感できる。また通常なら白、半減・無効なら灰色、吸収なら緑の数字である。そしてダメージ値も万の位まで算出されるようになったので、事実上カウントストップは起こらない。
パーソナルスキル(PS)
レベルが上がる毎に溜まるPSポイントを消費して様々なスキルを習得する。1回習得すると修正が効かない。前作では標準装備だったクリティカル、カウンターなども習得しなければ発動しない。
エンカウントキャンセル
パーティー平均よりもレベルの低い敵相手なら、白い「！」マークが出ている間にボタンを押すことで戦闘そのものをキャンセルできる。バトルに入る度に逃げるくらいならバトル自体を最初からキャンセルすればいい、という発想による。敵のレベルが高かったり不意打ちなど回避不可の戦闘では赤、下記の怪獣図鑑に載っていない（一度も倒したことがない）敵であれば緑の「！」が表示される。
サーチシステム
ゲーム開始時、今作のフィールド上には一見して街などが何も見当たらないように見える。そこで「何かありそうだ」「ここに○○という街がある」といった情報を得て（フラグを立てた上で、重要情報は色違いで表示される）フィールド上でボタンを押してサーチしていくと、街やダンジョンなどが「発見」できる仕組みになっている。これで既に踏破した場所にも新たにダンジョンを設置できるようになった。他にもあちこちサーチを掛けていくことで思わぬアイテムを発見できることもある。
怪獣図鑑
戦闘で倒した敵を、カードとして閲覧できる。初めは専用の店で見るのみだが、あるアイテムを入手することでメニュー画面でも見られるようになる。雑魚敵や中ボスだけでなく、ラスボスまで閲覧可能。昔のバッタのような絵だけではなく各モンスターの属性特性、盗める・落とすアイテムなどの攻略情報も入っている。
画面
画面を回転させることができるようになり、8方向の視点からフィールドやダンジョンを見渡せるようになった。それに合わせてコンパスも表示されているため、方位を把握していれば視点を無闇に変更しても迷いにくくなっている。
アニメムービー
データをロードするときとセーブ後に「終了する」を選択した際に、ヴォーカル曲と共に流れる仕様となった。Disc1と2でそれぞれ違ったものが用意されている。

## 主題歌
- DISC1オープニングテーマ「どんなときでも、ひとりじゃない」麻生かほ里

ラストバトルのBGM「バトルvsロードブレイザー」はこの曲をアレンジしている。
- DISC1中断テーマ「夜空」麻生かほ里
- DISC1エンディングテーマ「Atomic ARMS」ゴスペラーズ
- DISC2オープニングテーマ「Resistance Line」麻生かほ里
- DISC2中断テーマ「奇蹟」麻生かほ里
- DISC2エンディングテーマ「Zephyrs’s」麻生かほ里

## 関連作品

### アニメ
- ワイルドアームズ トワイライトヴェノム（全22話、1999年10月18日〜2000年3月27日）

### ゲーム
- PS ワイルドアームズ セカンドイグニッション
- PS ワイルドアームズ セカンドイグニッション PlayStation the Best
- PS ワイルドアームズ セカンドイグニッション PS one Books

### 和書
- 攻略本：ワイルドアームズ セカンドイグニッション EX
- 攻略本：ワイルドアームズ セカンドイグニッション コンプリートガイド
- 設定資料集：ワイルドアームズ 〜ファルガイア年代記〜

### サウンドトラック
ワイルドアームズ セカンドイグニッション オリジナル・サウンドトラック
CD2枚組、全106曲。劇中音楽はなるけみちこが担当。ムービー中に使用された劇中歌も収録。「8曲」は、「背塔螺旋を見上げて」「懐かしき人たちとの再会」「ヴァレリア兄妹追想」「こころをひとつに」「復興するファルガイア」「それぞれの道」「ずっと仲間、きっといつまでも。」「ラストシーン」で1曲を成している。「最終章・1〜4」は、4曲で1曲を成している。「ワイルドアームズ2メドレー」は、「オープニング〜出動準備〜」「バトルフォース〜回想〜」「バトル・VS中ボス〜フィールド・彷徨〜」「つかの間の安らぎ〜西風の吹く街〜」「結成式典〜1st IGNITION」の5曲をオーケストラアレンジで1曲を成している。
| #   | タイトル                                                                          | 作詞 | 作曲・編曲 |
| --- | --------------------------------------------------------------------------------- | ---- | ---------- |
| 1.  | 「メインタイトル」                                                                |      |            |
| 2.  | 「DISC1オープニング「WILDARMS 2nd IGNITION 〜どんなときでも、ひとりじゃない〜」」 |      |            |
| 3.  | 「出動準備」                                                                      |      |            |
| 4.  | 「ダンジョン・遺跡系1」                                                           |      |            |
| 5.  | 「真面目にドタバタ」                                                              |      |            |
| 6.  | 「チェイス」                                                                      |      |            |
| 7.  | 「迫り来る大ピンチ」                                                              |      |            |
| 8.  | 「劇的な生還」                                                                    |      |            |
| 9.  | 「回想シーン」                                                                    |      |            |
| 10. | 「ダンジョン・自然系2」                                                           |      |            |
| 11. | 「つかのまの安らぎ」                                                              |      |            |
| 12. | 「不安から焦燥へ」                                                                |      |            |
| 13. | 「魔女っ子登場」                                                                  |      |            |
| 14. | 「別離」                                                                          |      |            |
| 15. | 「モンスター登場」                                                                |      |            |
| 16. | 「ビクトリー！」                                                                  |      |            |
| 17. | 「旅立ち」                                                                        |      |            |
| 18. | 「静かな夜」                                                                      |      |            |
| 19. | 「結成式典」                                                                      |      |            |
| 20. | 「1st IGNITION」                                                                  |      |            |
| 21. | 「フィールド・彷徨」                                                              |      |            |
| 22. | 「フィールド・望む空」                                                            |      |            |
| 23. | 「フィールド・Last IGNITION」                                                     |      |            |
| 24. | 「西風の吹く街」                                                                  |      |            |
| 25. | 「ウェスタン・ビレッジ」                                                          |      |            |
| 26. | 「隠れ里」                                                                        |      |            |
| 27. | 「宿屋」                                                                          |      |            |
| 28. | 「海の遠くへ」                                                                    |      |            |
| 29. | 「要塞浮上！」                                                                    |      |            |
| 30. | 「疾風一陣」                                                                      |      |            |
| 31. | 「ダンジョン・自然系1」                                                           |      |            |
| 32. | 「ダンジョン・遺跡系2」                                                           |      |            |
| 33. | 「ダンジョン・遺跡系3」                                                           |      |            |
| 34. | 「ダンジョン・ピンチ系1」                                                         |      |            |
| 35. | 「ダンジョン・ピンチ系2」                                                         |      |            |
| 36. | 「ダンジョン・ホラー」                                                            |      |            |
| 37. | 「ダンジョン・緊急事態」                                                          |      |            |
| 38. | 「ダンジョン・戦闘態勢」                                                          |      |            |
| 39. | 「ダンジョン・神秘」                                                              |      |            |
| 40. | 「ダンジョン・オデッサのアジト」                                                  |      |            |
| 41. | 「ダンジョン・魔界柱」                                                            |      |            |
| 42. | 「ダンジョン・ヘイムダル・ガッツォー」                                            |      |            |
| 43. | 「ダンジョン・アナスタシアのいる世界」                                            |      |            |
| 44. | 「ダンジョン・背塔螺旋」                                                          |      |            |
| 45. | 「ダンジョン・ファルガイア中心核域」                                              |      |            |
| 46. | 「キャッスル」                                                                    |      |            |
| 47. | 「ギルドグラード」                                                                |      |            |
| 48. | 「ヴァレリアシャトー」                                                            |      |            |
| 49. | 「ライブリフレクター」                                                            |      |            |
| 50. | 「ガーディアン」                                                                  |      |            |
| 51. | 「ティムとコレット」                                                              |      |            |
| 52. | 「オペレーション・ARMSのテーマ」                                                  |      |            |
| 53. | 「オデッサのテーマ」                                                              |      |            |
| 54. | 「バトルフォース」                                                                |      |            |
| 55. | 「バトル・ナイトブレイザー」                                                      |      |            |
| 56. | 「バトル・VS中ボス」                                                              |      |            |
| 57. | 「バトル・VSソリッド」                                                            |      |            |
| 58. | 「バトル・VSコキュートス」                                                        |      |            |
| 59. | 「宴の終焉」                                                                      |      |            |
| 60. | 「バトル・VSヴィンスフェルト」                                                    |      |            |
| 61. | 「バトル・VSトカとゲー」                                                          |      |            |
| 62. | 「バトル・VSカイバーベルトの根」                                                  |      |            |
| 63. | 「バトル・VSエッジワース=カイバーベルト」                                         |      |            |
| 64. | 「ひとりじゃない…」                                                               |      |            |
| 65. | 「バトル・VSロードブレイザー」                                                    |      |            |
| 66. | 「バトル・VSラギュ・オ・ラギュラ」                                                |      |            |
| 67. | 「CONDITION GREEN!」                                                              |      |            |
| 68. | 「一抹の後悔」                                                                    |      |            |
| 69. | 「勝利の先には…」                                                                 |      |            |
| 70. | 「It's Clear.」                                                                   |      |            |
| 71. | 「罪と犠牲と」                                                                    |      |            |
| 72. | 「新たな夜明け」                                                                  |      |            |
| 73. | 「WIN!!」                                                                         |      |            |
| 74. | 「ゲームオーバー」                                                                |      |            |
| 75. | 「DISC1エンディング「AtomicARMS」」                                               |      |            |

| #   | タイトル                                                           | 作詞 | 作曲・編曲 |
| --- | ------------------------------------------------------------------ | ---- | ---------- |
| 1.  | 「DISC2オープニング「Resistance Line」（フルコーラスバージョン）」 |      |            |
| 2.  | 「トカとゲー」                                                     |      |            |
| 3.  | 「射出！」                                                         |      |            |
| 4.  | 「ボスデモ」                                                       |      |            |
| 5.  | 「染みいる恐怖」                                                   |      |            |
| 6.  | 「アナスタシアの導き」                                             |      |            |
| 7.  | 「利用する者される者」                                             |      |            |
| 8.  | 「ハイ・プレッシャー」                                             |      |            |
| 9.  | 「運命」                                                           |      |            |
| 10. | 「苦悩」                                                           |      |            |
| 11. | 「決起表明電波ジャック」                                           |      |            |
| 12. | 「星に願いを〜破られた約束」                                       |      |            |
| 13. | 「ファルガイアサミット」                                           |      |            |
| 14. | 「昔語り」                                                         |      |            |
| 15. | 「大逆転」                                                         |      |            |
| 16. | 「彼方から」                                                       |      |            |
| 17. | 「組曲・ただいま」                                                 |      |            |
| 18. | 「引き裂かれる二人」                                               |      |            |
| 19. | 「マリナの奇跡」                                                   |      |            |
| 20. | 「ココロの壁」                                                     |      |            |
| 21. | 「決戦前夜」                                                       |      |            |
| 22. | 「ファルガイア中心核域」                                           |      |            |
| 23. | 「ニンゲンの戦い」                                                 |      |            |
| 24. | 「苦い帰還」                                                       |      |            |
| 25. | 「絶対脅威」                                                       |      |            |
| 26. | 「8曲」                                                            |      |            |
| 27. | 「DISC2エンディング「Zephyrs's」」                                 |      |            |
| 28. | 「最終章・1〜4」                                                   |      |            |
| 29. | 「夜空」                                                           |      |            |
| 30. | 「奇蹟」                                                           |      |            |
| 31. | 「ワイルドアームズ2メドレー」                                      |      |            |

### ドラマCD
WILD ARMS 2nd IGNITION ORIGINAL DRAMA
発売日：2002年7月27日
発売元：ムービック